# Емил Аргиров
Емил Георгиев Аргиров (Животното) – български футболист, защитник. Играл е за Спартак (Пловдив). Играе за юношите на Спартак (Пловдив) през 2005 е в първия отбор на Спартак (Пловдив). След това е неизменен титуляр в родния си клуб. Интересно е, че той е един от малкото защитници, които вкарват с крак, а не с глава има общо 8 вкарани гола за Спартак (Пловдив). През зимата на 2010 Аргиров е привлечен в Локомотив (Пловдив), но в тима не му се дава шанс и през зимата на 2011 той преминава в Ботев (Пловдив), където се превръща в титуляр. Аргиров играе като десен бек.

## Статистика по сезони
| Сезон     | Отбор             | Първенство | Мачове | Голове |
| --------- | ----------------- | ---------- | ------ | ------ |
| 2006/2007 | Спартак Пловдив   | Б група    | 22     | 3      |
| 2007/2008 | Спартак Пловдив   | Б група    | 17     | 3      |
| 2008/2009 | Спартак Пловдив   | Б група    | 23     | 5      |
| 2010/2011 | Локомотив Пловдив | А група    | 3      | 0      |
| 2010/2011 | Ботев Пловдив     | В ЮИ група | 9      | 2      |
| 2011/2012 | Ботев Пловдив     | Б група    | 14     | 1      |